# Гариябад (округ)
Гариябад (англ. Gariaband) — округ в индийском штате Чхаттисгарх. Образован в 1 января 2012 года, путём выделения из округа Райпур. Административный центр — город Гариябад. Площадь —  км². Население — человек (на 2011 год). 